# Aprostocetus boreus
Aprostocetus boreus är en stekelart som först beskrevs av Vittorio Luigi Delucchi 1954.  Aprostocetus boreus ingår i släktet Aprostocetus och familjen finglanssteklar. Arten är reproducerande i Sverige. Inga underarter finns listade i Catalogue of Life.